# 多賀英典
多賀 英典（たが ひでのり、1943年3月1日 - ）は、日本の男性音楽プロデューサー、映画プロデューサー、キティ・レコードやキティ・フィルムをグループ会社としてもつキティ・グループの創業者。

## 来歴・人物
台湾にて出生。その後、日本の神奈川県横浜市に移住。1966年に横浜市立大学商学部を卒業と同時にレコード会社ポリドールに入社。音楽ディレクター・プロデューサーとして、小椋佳 や井上陽水を手がけ、黒盤（アナログレコード）総生産数1位から5位中3枚のアルバムを叩き込んだ伝説のプロデューサー。特に井上陽水に対する影響は大きく、楽曲「心もよう」の曲名は多賀が命名したものである。1972年10月に独立しキティ・ミュージック・コーポレーションを設立。音楽だけでなく『限りなく透明に近いブルー』を皮切りに多数の映画や、『マルコポーロの冒険』『うる星やつら』『めぞん一刻』『らんま1/2』『YAWARA!』『銀河英雄伝説』などのアニメ、『翔んだカップル』などのテレビドラマも手掛けた。1992年4月4日に賭けポーカーをした事で逮捕されキティを去る。その後、我那覇美奈 や松たか子も手がけている。
現在はキティやキティエンターテインメントをグループ会社としてもつキティ・グループの会長である。

## 会社
小椋佳と井上陽水の成功によりポリドールから独立して1972年10月「キティ・ミュージック・コーポレーション」を設立。後に「キティ・エンタープライズ」に社名変更した。その子会社として以下の会社を持つ形となっていた。
- キティ・エンタープライズ株式会社（キティレコードの原盤制作、音楽・映像メディアの発売元）
- 株式会社キティ・フィルム（映像製作会社）
  - 株式会社ファイブエース（映像メディアの発売元）
- 株式会社キティアーティスト（芸能プロダクション）
- 株式会社キティビデオ（映像販売）
- KRS Studio（レコーディングスタジオ。現・青葉台スタジオ）
- スタジオキーストーン
- キティ伊豆スタジオ（日本初のリゾートレコーディングスタジオ）
- 株式会社MIX（録音エンジニアリング会社）
- 株式会社コマーシャル・ギャング・オブ・キティ（アニメ制作プロモート・ポストプロダクション）
- 旗亭（きてい・焼鳥屋）

Kittyは設立5人の頭文字を取ったと言われている。
1995年に本業のキティ・エンタープライズは多賀の古巣であるポリドールの母体のポリグラム株式会社に買収され、ポリグラム・ミュージック・ジャパンへ改称する。これに伴いキティ・グループが中核企業となる。
ポリグラム・ミュージック・ジャパンは1999年にポリグラム直属のマーキュリー・ミュージックエンタテインメントと制作部門を統合・合併されキティMMEとなった。「キティMME」は多賀がキティを去った後の会社で、南佳孝などのプロデューサーだった高久光雄が社長に就任。最終的に2002年にポリグラムが社名変更したユニバーサルミュージックの邦楽社内カンパニー「ユニバーサルJ」へ統合されるが、2003年に分離したユニバーサルシグマ内にKitty Mercuryというレーベルを置き、かろうじてキティMMEの流れを維持していた。2005年以降、所属アーティストの殆どが同じユニバーサルシグマ内のA&M RECORDSへ異動したのを受けて消滅。日本の音楽市場からキティレーベルは一時無くなったが、2013年に「キティ・コネクション 20thセンチュリー」がキティエンターテインメントより発売されKittyが復活した。
2023年5月現在のキティグループ企業は、芸能事務所機能を受け持つ株式会社キティ、株式会社キティエンターテインメント、株式会社キティパブリッシング/キティ伊豆スタジオ。

## 手掛けたアーティスト
- RCサクセション
- 安全地帯
- 井上陽水
- 上田正樹
- H2O
- 小椋佳
- 加藤登紀子
- 我那覇美奈
- かもんじひろし
- カルメン・マキ
- 来生たかお
- 清水宏次朗
- 高中正義
- センチメンタル・シティ・ロマンス
- 高田真樹子
- 原江梨子
- 原田知世
- HIKOHKI
- 松たか子
- 薬師丸ひろ子
- 高橋洋子
- SNoW
- 亀渕友香
- 若山富三郎

etc…

## 代表作

### 映画
- 蒼ざめた日曜日
- 限りなく透明に近いブルー
- 太陽を盗んだ男
- 翔んだカップル
- じゃりン子チエ
- セーラー服と機関銃
- さらば映画の友よ インディアンサマー
- みゆき
- だいじょうぶマイ・フレンド
- うる星やつらシリーズ
- プルシアンブルーの肖像（初監督作品） - 製作兼任
- おもひでぽろぽろ（音楽ゼネラルプロデューサー）※ノンクレジット

### OVA
- 銀河英雄伝説
- 創竜伝

## 受賞歴
- エランドール協会賞（1987年）